# 県内在住ステッカー
県内在住ステッカー（けんないざいじゅうステッカー）とは、県内に在住している人が県外ナンバーの自動車に乗る場合に、車体に貼るステッカーのことである。

## 概要
新型コロナウイルスの流行により、都道府県をまたいだ移動の自粛が呼び掛けられている中、自分が県内在住であることを知らせるために県外ナンバーの自動車の車体に貼るステッカーである。これを貼ることで、特に緊急事態宣言の発令後に発生している県外ナンバー車へのトラブルの対策となるが、却ってこのステッカーが県外ナンバー差別を助長するのではないかという意見も一方である。
佐賀県佐賀市に本社を置く企業が開発した。